# Herb gminy Drużbice

Odrzucony projekt

Herb gminy Drużbice – jeden z symboli gminy Drużbice, autorstwa Andrzeja Kupskiego, ustanowiony 23 czerwca 2008.

## Wygląd i symbolika
Herb przedstawia na tarczy w polu błękitnym z prawej postać biskupa (świętego Marcina) z siwą brodą i wąsami, w szacie srebrnej i płaszczu czerwonym, wznoszącego prawą rękę w geście błogosławieństwa, lewą przyciskającego Biblię czarną do piersi. Z lewej pomłość srebrna nad takąż gęsią (atrybutem świętego Marcina) z uniesioną w stronę biskupa głową. Bocian od dawna był nieoficjalnym symbolem gminy. Ptaki te cieszą się w Drużbicach wielką popularnością wśród dzieci i dorosłych. Stanowią żywą ozdobę gminy i objęte są wieloma akcjami pomocy. Skręcona chusta, wspólna dla obu herbów to godło herbu Nałęcz, którym pieczętowali się właściciele wsi Drużbice. Gęś jest jednym z atrybutów świętego Marcina, dlatego postać biskupa w herbie należy utożsamiać z tym właśnie świętym. Św. Marcin jest pierwotnym patronem miejscowego kościoła parafialnego (obecnie pod wezwaniem św. Rocha).